# Пирогов, Борис Алексеевич
Борис Алексеевич Пирогов (1 января 1929, Егорьевск) — советский футболист, полузащитник, нападающий.
Начинал играть в Егорьевске. В 1946 году выступал в составе юношеской сборной РСФСР-2. Оттуда был приглашён в «Зенит» Калининград МО. На игре в Казани тренер местного «Динамо» Борис Апухтин отметил Пирогова и, возглавив в 1948 году московский «Локомотив», взял его в команду. В чемпионате (1948—1950, 1952—1953) за клуб сыграл 68 матчей, забил 6 голов. В классе «Б» в 1951 году — 12 матчей, два гола. Из-за участившихся разрывов мышц в 1954 году вернулся в «Зенит». В 1956 году играл в команде г. Ступино. В 1957—1958 годах выступал в команде «Зенит» / «Труд» (СК «Кунцево»), где потом 33 года работал тренером.
Участник Великой Отечественной войны.